# Gnamptogenys aculeaticoxae
Gnamptogenys aculeaticoxae é uma espécie de formiga do gênero Gnamptogenys.